# له‌های (آیووا)
له‌های (به انگلیسی: Lehigh) شهری در ایالت آیووا کشور ایالات متحده آمریکا است که جمعیت آن در سرشماری سال ۲۰۱۰ میلادی، ۴۱۶ نفر بوده‌است.